# Jacob Village
Jacob Village es una villa de Trinidad y Tobago, que forma parte de la región de Siparia.

## Geografía
La villa abarca parte de la isla Trinidad y limita al norte con Apex Oil Field y Sudama Village, al sur con Los Bajos y Santa Flora, al este con Waddle Village y al oeste con Bennet Village.

## Demografía
Datos demográficos de la villa de Jacob Village:
| Gráfica de evolución demográfica de Jacob Village entre 2000 y 2011 |
|                                                                     |